# Гетто в Вишнево (Минская область)
Гетто в Ви́шнево (июль 1941 — 26 сентября 1942) — еврейское гетто, место принудительного переселения евреев деревни Вишнево Воложинского района Минской области в процессе преследования и уничтожения евреев во время оккупации территории Белоруссии войсками нацистской Германии в период Второй мировой войны.

## Оккупация Вишнево и создание гетто
Перед Второй мировой войной в местечке Вишнево проживал 1571 еврей. Деревня была оккупирована немецкими войсками с 27 июня 1941 года по 6 июля 1944 года.
В деревне был создан полицейский участок, на службу в который пошло немало местных жителей. Сразу после оккупации были развешены объявления: «Все евреи обязаны нашить на груди и на спине желтую шестиконечную звезду», «Кто спрячет еврея — расстрел», «Кто даст хлеб или одежду еврею — расстрел». Пропуска (аусвайсвы) евреям не выдавались, а появление без пропуска наказывалось расстрелом.
Вскоре немцы, в рамках программы уничтожения, переместили оставшихся к тому времени в живых евреев Вишнево и близлежащих деревень в гетто, организованное на улице Кревской. Сначала их загнали в помещение церкви, приказали лечь на пол и продержали без воды и еды до вечера. Вечером всем приказали очень быстро зайти к себе домой, взять самые необходимые вещи и еду, и снова собраться на улице Кревской. Когда евреи вернулись, то улица уже была огорожена высоким забором с колючей проволокой. Всего в тот день в гетто оказалось около 1600 человек.

## Условия в гетто

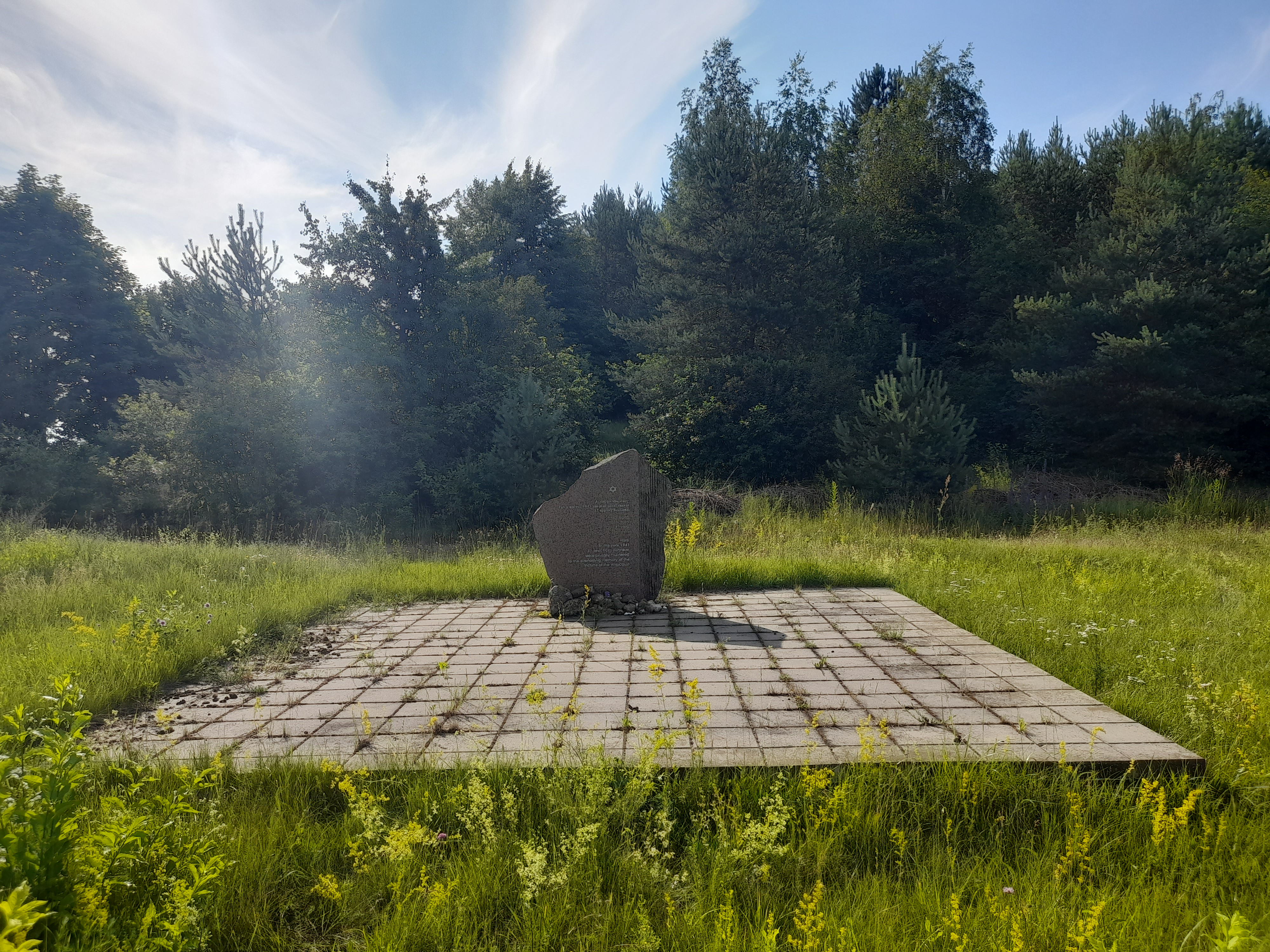
Памятник 37 убитым евреям на еврейском кладбище

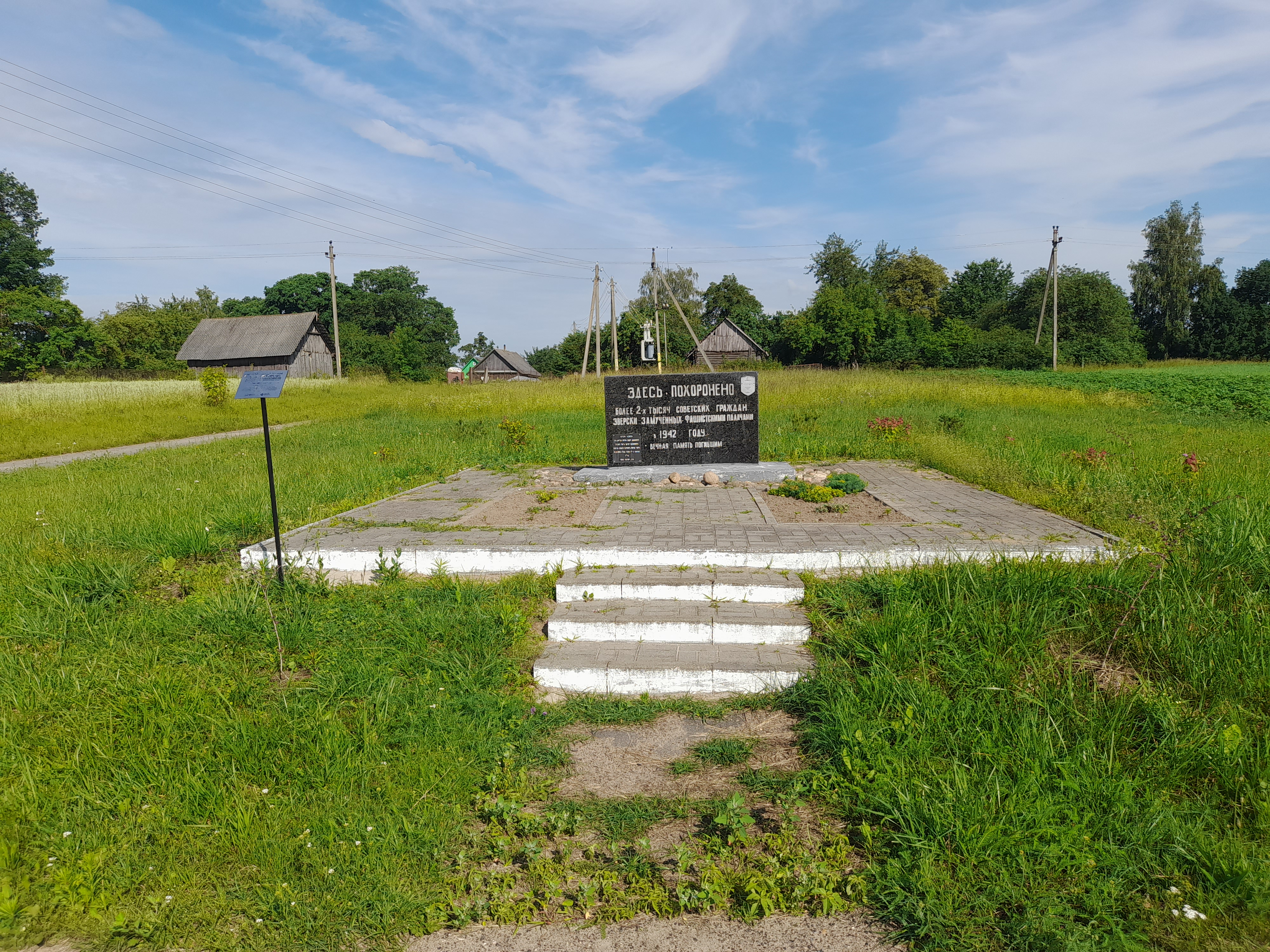
Памятник более 2000 убитым евреям на улице Октябрьская

Более полутора тысяч человек ютились на одной небольшой улице и нескольких маленьких домиках у базарной площади. В каждый дом заселили по 3-4 семьи на одну комнату — с детьми, стариками и больными. Ценные вещи были сразу отняты немцами и полицаями. Самостоятельно выходить из гетто и передвигаться по деревне евреям было запрещено под страхом смерти, а пропуск (аусвайс) выдавался только белорусам и полякам. Ходить на работу евреям позволялось только по проезжей части и обязательно с пришитой приметной сине-желтой звездой на груди.
Вплоть до окончательного уничтожения евреев использовали на принудительных работах — в основном, на железнодорожной станции в деревне Красное. Молодежь ежедневно гоняли на заготовку дров около железнодорожной станции Богданово.
К зиме в гетто уже не осталось ни еды, ни дров. Некоторым иногда удавалось по пути на работу обменять на еду последние оставшиеся вещи. Каждый пытался принести с работы вязанку хвороста, но полицаи-охранники практически всё отнимали, зверски избивая попавшихся с едой или топливом узников.
Полицейский Юрович и комендант Пашковский отличались особым садизмом по отношению к обитателям гетто, не исключая стариков и младенцев. Они любили избивать узников плётками до потери сознания, а затем воткнуть штык в младенца, находящегося на руках у матери, или разбить его голову о камни. Обезумевших от горя матерей они тут же расстреливали. По показаниям свидетелей, убийцы хохотали над убитыми и фотографировали эти сцены.

## Уничтожение гетто
В июле и августе 1941 года нацисты расстреляли 40 евреев на территории еврейского кладбища. Список евреев был заранее составлен местными коллаборационистами и передан немцам. По показаниям свидетелей, немцы фотографировали «акцию» (таким эвфемизмом нацисты называли массовые убийства).
Немцы очень серьёзно относились к возможности еврейского сопротивления, и поэтому в первую очередь убивали в гетто или ещё до его создания евреев-мужчин в возрасте от 15 до 50 лет — несмотря на экономическую нецелесообразность, так как это были самые трудоспособные узники. Из этих соображений осенью 1941 года на еврейском кладбище Вишнево были убиты ещё 37 евреев (36 мужчин и 1 женщина).
Массовое убийство узников Вишневского гетто было организовано в августе 1942 года (7 июня 1942 года). Ночью евреев загнали в сарай в конце Кревской улицы и начали расстреливать. Затем сарай облили бензином и оставшиеся в живых сгорели заживо.
В сентябре 1942 года немцы убили оставшихся евреев. Ночью в местечко прибыли каратели и, вместе с местными полицаями, согнали евреев к заранее подготовленной расстрельной яме. Пытавшихся бежать сразу застрелили. В этот день (по свидетельствам, 26 сентября), по разным данным, немцы и белорусские полицейские убили от 1300 до 1500 евреев. По показаниям на суде одного из участников массовых убийств: «Во второй половине 1942 года в составе зондеркоманды я выезжал в местечко Вишнево, где в гетто было расстреляно тысяча пятьсот человек. Этой операцией руководил Граве».
Всего в Вишневском гетто были убиты и замучены более 2000 евреев.

## Случаи спасения
Местные жители предлагали доктору Подзельверу устроить одиночный побег, но он отказался спасаться без жены и дочери, а всем бежать было невозможно.
После войны из вишневских евреев в живых осталось только 12-15 человек, сумевших бежать из гетто. Например, во время работы на станции Богданово сумели бежать и присоединиться к партизанам Мурченко Эмма Михайловна (в девичестве Рубина) и Гуревич Елена Израилевна.

## Память
В 1980 (1967) году в Вишнево был установлен поставлен памятник жертвам фашизма, на котором написано «В 1942 году здесь были расстреляны 2066 человек советских граждан» без упоминания о Катастрофе.
В августе 1992 года министр иностранных дел Государства Израиль Шимон Перес приезжал в Вишнево отдать дань памяти своим родным, погибшим в Вишневском гетто. В январе 1998 года состоялся повторный визит.
10 июля 2005 года в Вишнево на еврейском кладбище был открыт ещё один памятник жертвам гетто с надписью на белорусском, иврите и английском языках: «Жертвам нацизма. Здесь осенью 1941 зверски замучены 37 евреев Вишнево». На открытии памятника один из немногих оставшихся в живых узников вишневского гетто Иосиф Шелюбский, которому в то время было 11 лет, сказал о своих погибших родных: «26 сентября 1942 года более чем с двумя тысячами евреев Вишнево они были заживо сожжены на окраине деревни. Мне с отцом удалось спастись».
Опубликованы неполные списки убитых евреев Вишнево.